# Сторінки життя (фільм, 1948)
Про радянський азербайджанський кіноальманах див. Сторінки життя (фільм, 1974)
Сторінки життя — радянський художній фільм режисерів Олександра Мачерета і Бориса Барнета, знятий в 1948 році на Свердловській кіностудії за сценарієм Валентина Катаєва. Перша робота в кінематографі видатної театральної актриси Малого театру Тетяни Єремєєвої.

## Сюжет
З тамбовського села на початку 1920-х років, на будівництво великого металургійного заводу приїжджає Ніна Єрмакова (Тетяна Єремєєва). Помітивши здібності дівчини її ставлять на відповідальну ділянку роботи, Ніна починає працювати зварником. На виробництві вона зустрічає земляка — інженера Хомутова (Віктор Хохряков), який стає її добрим другом і наставником. Беручи участь у всесоюзному соцзмаганні молода працівниця допомагає своїй подрузі — бригадиру Дусі Никифоровій (Наталія Кутасіна) перемогти сильних суперників, самостійно розробивши новий метод електрозварювання. Незабаром колектив комбінату направляє Ніну Єрмакову на навчання до столичного ВНЗ. Закінчивши інститут, героїня повертається на рідний комбінат вже як інженер. Під час Великої Вітчизняної війни їй довіряють відповідальну посаду на будівництві «Уралмашзаводу». Після війни, повернувшись на свій комбінат, Єрмакова очолює роботи по відновленню листопрокатного цеху, застосувавши метод швидкісного будівництва, розроблений її учителем, загиблим на війні.

## У ролях
- Тетяна Єремєєва — Ніна Єрмакова
- Віктор Хохряков — інженер Хомутов
- Наталія Кутасіна — бригадир Дуся Никифорова
- Володимир Дорофєєв — Ковріков
- Микола Бадьєв — Мося
- Олексій Берьозкін — Кутайсов
- Гавриїл Бєлов — Власов
- Всеволод Санаєв — диктор радіо
- Катерина Савінова — Катя Сорокіна
- Дмитро Дубов — Василь Соколов
- Олена Вольська — Нінка, подруга Ніни
- Клавдія Хабарова — подруга Ніни, зварювальниця
- Павло Оленєв — фотокореспондент
- Тамара Носова — Клава, медсестра
- Зоя Толбузіна — Варка
- Анатолій Чемодуров — робітник
- Володимир Волков — Корній
- Олександра Лютова — комсомолка
- Борис Терентьєв — Тарасов

## Знімальна група
- Режисери — Борис Барнет, Олександр Мачерет
- Сценаристи — Валентин Катаєв, Олександр Мачерет
- Оператор — Михайло Каплан
- Композитор — Олександр Цфасман
- Художники — Володимир Каплуновський, Петро Бейтнер, Іван Степанов